# Jaama jõgi
Jaama jõgi är ett vattendrag i Estland.   Det ligger i landskapet Ida-Virumaa, i den östra delen av landet, 180 km öster om huvudstaden Tallinn. Jaama jõgi ligger vid sjön Peipus.